# 34188 Clarawagner
2000 QB48 (asteroide 34188) é um asteroide da cintura principal. Possui uma excentricidade de 0.12441360 e uma inclinação de 0.98480º.
Este asteroide foi descoberto no dia 24 de agosto de 2000 por LINEAR em Socorro.